# Mura di Orbetello
Le mura di Orbetello costituiscono il sistema difensivo dell'omonima cittadina lagunare.

## Mura ciclopiche

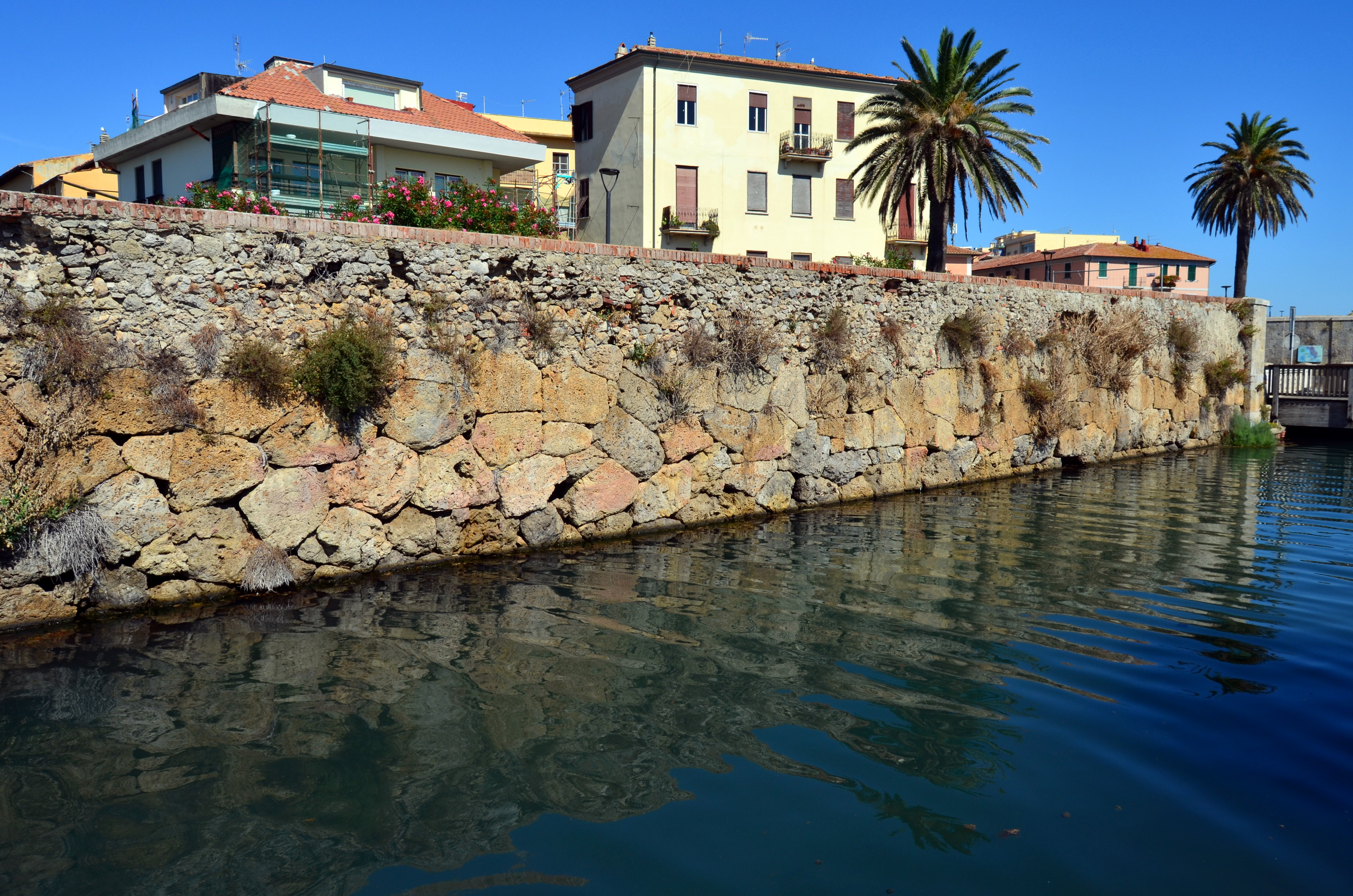
Le mura ciclopiche di levante

Le mura ciclopiche di Orbetello furono erette dagli Etruschi, quasi certamente nel corso del V secolo a.C.

Un tratto di questa antichissima cinta muraria è visibile sotto forma di blocchi poligonali in buono stato di conservazione lungo via Mura di Levante, anche se è ben evidente la balaustra posticcia aggiunta nei primi decenni del secolo scorso.

## Mura medievali
Le mura medievali di Orbetello furono erette nel XII secolo, su parte delle preesistenti mura di epoca etrusca, al fine di rendere il luogo maggiormente fortificato per timore di possibili attacchi saracene.
Questa cerchia muraria fu riqualificata dai Senesi tra la seconda metà del Quattrocento e la prima metà del Cinquecento, attraverso lavori di rinforzo e di restauro.

## Mura spagnole
Le mura spagnole furono costruite per volere dei governanti spagnoli a partire dal 1557, sulla preesistente cerchia muraria semidistrutta a seguito di cruente battaglie che segnarono il passaggio di Orbetello allo Stato dei Presidii. I lavori furono ultimati soltanto nel 1620.
Questa cinta muraria si presenta a forma ellittica, dall'aspetto fortificato tardorinascimentale, aperta sulla sponda lagunare che guarda verso l'Argentario.

Le cortine presentano tratti bastionati con basamento a scarpa; in alcuni punti presentano rivestimento in pietra, mentre in altri sono intonacate.
Le mura spagnole, munite dei fossati fino all'inizio del secolo scorso, hanno come punto di accesso il complesso monumentale di Porta Nuova, o porta Medina (dal nome del viceré di Napoli; 1697).
 Porta Nuova si presenta con tre porte a doppio arco tondo ed è arricchita da decorazioni di gusto tardorinascimentale e barocco. Delle altre porte, porta del Soccorso si presenta in modo piuttosto semplice e rivestita di marmo travertino (1620), mentre porta a Terra (1692) è ornata da 3 caratteristici fornici, 5 stemmi di marmo e dalla statua del patrono san Biagio.
Lungo la cortina muraria si trovano i bastioni di Burgos, Arcos, della Rocca, di Santa Maria e Guzman (da nord a sud). La cortina difensiva era protetta da un ampio fossato, il fosso Reale, e da spalti di terra.